# Lista di asteroidi (453001-454000)
Di seguito una lista di asteroidi dal numero 453001 al 454000 con data di scoperta e scopritore.

## 453001-453100
| Nome     | Designazione provvisoria | Data di scoperta  | Scopritore              |
| -------- | ------------------------ | ----------------- | ----------------------- |
| 453001 - | 2007 HW95                | 22 aprile 2007    | Spacewatch              |
| 453002 - | 2007 JE1                 | 7 maggio 2007     | Spacewatch              |
| 453003 - | 2007 JC27                | 9 maggio 2007     | Spacewatch              |
| 453004 - | 2007 JF31                | 12 maggio 2007    | Spacewatch              |
| 453005 - | 2007 JO35                | 14 maggio 2007    | Hönig, S. F., Teamo, N. |
| 453006 - | 2007 JB38                | 20 aprile 2007    | Spacewatch              |
| 453007 - | 2007 JB41                | 13 maggio 2007    | Mt. Lemmon Survey       |
| 453008 - | 2007 LX5                 | 24 aprile 2007    | Mt. Lemmon Survey       |
| 453009 - | 2007 LS9                 | 8 giugno 2007     | Spacewatch              |
| 453010 - | 2007 LE12                | 9 giugno 2007     | Spacewatch              |
| 453011 - | 2007 LD32                | 15 giugno 2007    | Spacewatch              |
| 453012 - | 2007 PG24                | 12 agosto 2007    | LINEAR                  |
| 453013 - | 2007 QN5                 | 17 agosto 2007    | PMO NEO Survey Program  |
| 453014 - | 2007 QC13                | 21 agosto 2007    | LONEOS                  |
| 453015 - | 2007 QF13                | 24 agosto 2007    | Spacewatch              |
| 453016 - | 2007 QM16                | 23 dicembre 2000  | Spacewatch              |
| 453017 - | 2007 QU16                | 22 agosto 2007    | LONEOS                  |
| 453018 - | 2007 RZ2                 | 22 agosto 2007    | LONEOS                  |
| 453019 - | 2007 RX13                | 10 agosto 2007    | Spacewatch              |
| 453020 - | 2007 RZ29                | 23 agosto 2007    | Spacewatch              |
| 453021 - | 2007 RL41                | 3 settembre 2007  | CSS                     |
| 453022 - | 2007 RS51                | 9 settembre 2007  | Spacewatch              |
| 453023 - | 2007 RS83                | 21 agosto 2007    | LONEOS                  |
| 453024 - | 2007 RK109               | 11 settembre 2007 | Spacewatch              |
| 453025 - | 2007 RM138               | 21 agosto 2007    | LONEOS                  |
| 453026 - | 2007 RP187               | 13 settembre 2007 | Mt. Lemmon Survey       |
| 453027 - | 2007 RV189               | 10 settembre 2007 | Spacewatch              |
| 453028 - | 2007 RR209               | 10 settembre 2007 | Spacewatch              |
| 453029 - | 2007 RP213               | 18 luglio 2007    | Mt. Lemmon Survey       |
| 453030 - | 2007 RS252               | 13 settembre 2007 | Mt. Lemmon Survey       |
| 453031 - | 2007 RW266               | 15 settembre 2007 | Mt. Lemmon Survey       |
| 453032 - | 2007 RK301               | 13 settembre 2007 | Mt. Lemmon Survey       |
| 453033 - | 2007 RD310               | 4 settembre 2007  | CSS                     |
| 453034 - | 2007 RA315               | 6 settembre 2007  | LONEOS                  |
| 453035 - | 2007 RC315               | 7 settembre 2007  | LINEAR                  |
| 453036 - | 2007 RN316               | 9 settembre 2007  | Spacewatch              |
| 453037 - | 2007 RG321               | 13 settembre 2007 | CSS                     |
| 453038 - | 2007 RH322               | 11 settembre 2007 | Mt. Lemmon Survey       |
| 453039 - | 2007 RB325               | 14 settembre 2007 | CSS                     |
| 453040 - | 2007 SL3                 | 16 settembre 2007 | LINEAR                  |
| 453041 - | 2007 SB15                | 21 settembre 2007 | Spacewatch              |
| 453042 - | 2007 SY15                | 21 agosto 2007    | LONEOS                  |
| 453043 - | 2007 TQ45                | 7 ottobre 2007    | Mt. Lemmon Survey       |
| 453044 - | 2007 TB47                | 4 ottobre 2007    | Spacewatch              |
| 453045 - | 2007 TY50                | 4 ottobre 2007    | Spacewatch              |
| 453046 - | 2007 TG51                | 17 settembre 2003 | Spacewatch              |
| 453047 - | 2007 TO59                | 5 ottobre 2007    | Spacewatch              |
| 453048 - | 2007 TV72                | 12 ottobre 2007   | LINEAR                  |
| 453049 - | 2007 TO147               | 7 ottobre 2007    | LINEAR                  |
| 453050 - | 2007 TP155               | 9 ottobre 2007    | LINEAR                  |
| 453051 - | 2007 TU155               | 9 ottobre 2007    | LINEAR                  |
| 453052 - | 2007 TM161               | 12 settembre 2007 | Mt. Lemmon Survey       |
| 453053 - | 2007 TY198               | 8 ottobre 2007    | Spacewatch              |
| 453054 - | 2007 TC204               | 8 ottobre 2007    | Mt. Lemmon Survey       |
| 453055 - | 2007 TL234               | 8 ottobre 2007    | Spacewatch              |
| 453056 - | 2007 TC240               | 18 settembre 2003 | CINEOS                  |
| 453057 - | 2007 TT253               | 8 ottobre 2007    | Mt. Lemmon Survey       |
| 453058 - | 2007 TL260               | 10 ottobre 2007   | Spacewatch              |
| 453059 - | 2007 TB317               | 13 settembre 2007 | Mt. Lemmon Survey       |
| 453060 - | 2007 TO350               | 23 agosto 2007    | Spacewatch              |
| 453061 - | 2007 TF357               | 14 settembre 2007 | CSS                     |
| 453062 - | 2007 TP430               | 13 ottobre 2007   | Mt. Lemmon Survey       |
| 453063 - | 2007 UC11                | 19 ottobre 2007   | CSS                     |
| 453064 - | 2007 UE15                | 18 ottobre 2007   | Mt. Lemmon Survey       |
| 453065 - | 2007 UA19                | 18 ottobre 2007   | Mt. Lemmon Survey       |
| 453066 - | 2007 UX27                | 16 ottobre 2007   | Mt. Lemmon Survey       |
| 453067 - | 2007 UO31                | 19 ottobre 2007   | Mt. Lemmon Survey       |
| 453068 - | 2007 UW49                | 24 ottobre 2007   | Mt. Lemmon Survey       |
| 453069 - | 2007 UP51                | 14 ottobre 2007   | Mt. Lemmon Survey       |
| 453070 - | 2007 UB55                | 30 ottobre 2007   | Spacewatch              |
| 453071 - | 2007 UE68                | 30 ottobre 2007   | Spacewatch              |
| 453072 - | 2007 UP101               | 10 settembre 2007 | Mt. Lemmon Survey       |
| 453073 - | 2007 UM140               | 17 ottobre 2007   | Mt. Lemmon Survey       |
| 453074 - | 2007 VD6                 | 3 novembre 2007   | CSS                     |
| 453075 - | 2007 VP8                 | 20 ottobre 2007   | Mt. Lemmon Survey       |
| 453076 - | 2007 VJ9                 | 20 ottobre 2007   | Mt. Lemmon Survey       |
| 453077 - | 2007 VD11                | 2 novembre 2007   | Spacewatch              |
| 453078 - | 2007 VU23                | 9 ottobre 2007    | Mt. Lemmon Survey       |
| 453079 - | 2007 VZ42                | 3 novembre 2007   | Spacewatch              |
| 453080 - | 2007 VA51                | 1º novembre 2007  | Spacewatch              |
| 453081 - | 2007 VB55                | 1º novembre 2007  | Spacewatch              |
| 453082 - | 2007 VU58                | 14 settembre 2007 | Mt. Lemmon Survey       |
| 453083 - | 2007 VW114               | 3 novembre 2007   | Spacewatch              |
| 453084 - | 2007 VQ152               | 2 novembre 2007   | Mt. Lemmon Survey       |
| 453085 - | 2007 VN154               | 5 novembre 2007   | Spacewatch              |
| 453086 - | 2007 VS158               | 5 novembre 2007   | Spacewatch              |
| 453087 - | 2007 VR162               | 5 novembre 2007   | Spacewatch              |
| 453088 - | 2007 VB169               | 5 novembre 2007   | Spacewatch              |
| 453089 - | 2007 VG191               | 4 novembre 2007   | Spacewatch              |
| 453090 - | 2007 VR194               | 5 novembre 2007   | Mt. Lemmon Survey       |
| 453091 - | 2007 VY194               | 5 novembre 2007   | Mt. Lemmon Survey       |
| 453092 - | 2007 VD197               | 7 novembre 2007   | Mt. Lemmon Survey       |
| 453093 - | 2007 VW202               | 7 novembre 2007   | Mt. Lemmon Survey       |
| 453094 - | 2007 VK206               | 25 settembre 2007 | Mt. Lemmon Survey       |
| 453095 - | 2007 VP274               | 5 novembre 2007   | Spacewatch              |
| 453096 - | 2007 VY300               | 9 novembre 2007   | CSS                     |
| 453097 - | 2007 VX310               | 5 novembre 2007   | Mt. Lemmon Survey       |
| 453098 - | 2007 VN325               | 2 novembre 2007   | Spacewatch              |
| 453099 - | 2007 VS328               | 9 novembre 2007   | Spacewatch              |
| 453100 - | 2007 WU4                 | 19 novembre 2007  | Spacewatch              |

## 453101-453200
| Nome     | Designazione provvisoria | Data di scoperta  | Scopritore           |
| -------- | ------------------------ | ----------------- | -------------------- |
| 453101 - | 2007 WE37                | 19 novembre 2007  | Mt. Lemmon Survey    |
| 453102 - | 2007 WC41                | 10 ottobre 2007   | Spacewatch           |
| 453103 - | 2007 WM52                | 20 novembre 2007  | Mt. Lemmon Survey    |
| 453104 - | 2007 WW58                | 19 novembre 2007  | Mt. Lemmon Survey    |
| 453105 - | 2007 WY59                | 19 novembre 2007  | Spacewatch           |
| 453106 - | 2007 WR62                | 18 novembre 2007  | Mt. Lemmon Survey    |
| 453107 - | 2007 XW9                 | 14 settembre 2004 | Siding Spring Survey |
| 453108 - | 2007 XN18                | 10 dicembre 2007  | LINEAR               |
| 453109 - | 2007 XV20                | 12 dicembre 2007  | OAM                  |
| 453110 - | 2007 XS52                | 3 dicembre 2007   | Spacewatch           |
| 453111 - | 2007 XD55                | 14 dicembre 2007  | Mt. Lemmon Survey    |
| 453112 - | 2007 XF59                | 15 dicembre 2007  | LINEAR               |
| 453113 - | 2007 YN7                 | 16 dicembre 2007  | Spacewatch           |
| 453114 - | 2007 YS12                | 17 dicembre 2007  | Mt. Lemmon Survey    |
| 453115 - | 2007 YD20                | 16 dicembre 2007  | Spacewatch           |
| 453116 - | 2007 YN20                | 14 novembre 2007  | Mt. Lemmon Survey    |
| 453117 - | 2007 YL30                | 4 dicembre 2007   | Spacewatch           |
| 453118 - | 2007 YV30                | 28 dicembre 2007  | Spacewatch           |
| 453119 - | 2007 YG32                | 5 novembre 2007   | Spacewatch           |
| 453120 - | 2007 YK46                | 30 dicembre 2007  | Spacewatch           |
| 453121 - | 2007 YA49                | 28 dicembre 2007  | Spacewatch           |
| 453122 - | 2007 YG50                | 28 dicembre 2007  | Spacewatch           |
| 453123 - | 2007 YQ57                | 6 dicembre 2007   | Mt. Lemmon Survey    |
| 453124 - | 2007 YH62                | 30 dicembre 2007  | Spacewatch           |
| 453125 - | 2007 YD67                | 31 dicembre 2007  | Spacewatch           |
| 453126 - | 2007 YC74                | 31 dicembre 2007  | CSS                  |
| 453127 - | 2008 AP2                 | 6 gennaio 2008    | OAM                  |
| 453128 - | 2008 AU20                | 10 gennaio 2008   | Mt. Lemmon Survey    |
| 453129 - | 2008 AU25                | 10 gennaio 2008   | Mt. Lemmon Survey    |
| 453130 - | 2008 AG27                | 18 dicembre 2007  | Mt. Lemmon Survey    |
| 453131 - | 2008 AT33                | 18 dicembre 2007  | Mt. Lemmon Survey    |
| 453132 - | 2008 AL35                | 31 dicembre 2007  | Spacewatch           |
| 453133 - | 2008 AD42                | 10 gennaio 2008   | CSS                  |
| 453134 - | 2008 AM45                | 10 gennaio 2008   | LUSS                 |
| 453135 - | 2008 AN46                | 28 dicembre 2007  | Spacewatch           |
| 453136 - | 2008 AL54                | 11 gennaio 2008   | Spacewatch           |
| 453137 - | 2008 AM55                | 11 gennaio 2008   | Spacewatch           |
| 453138 - | 2008 AN65                | 11 gennaio 2008   | Mt. Lemmon Survey    |
| 453139 - | 2008 AU76                | 14 dicembre 2007  | Mt. Lemmon Survey    |
| 453140 - | 2008 AN86                | 15 dicembre 2007  | LINEAR               |
| 453141 - | 2008 AZ95                | 14 gennaio 2008   | Spacewatch           |
| 453142 - | 2008 AG98                | 14 gennaio 2008   | Spacewatch           |
| 453143 - | 2008 AN99                | 14 gennaio 2008   | Spacewatch           |
| 453144 - | 2008 AG107               | 15 gennaio 2008   | Spacewatch           |
| 453145 - | 2008 AX112               | 13 gennaio 2008   | Spacewatch           |
| 453146 - | 2008 AG136               | 12 gennaio 2008   | CSS                  |
| 453147 - | 2008 AQ137               | 10 gennaio 2008   | Mt. Lemmon Survey    |
| 453148 - | 2008 BD27                | 17 settembre 2006 | Spacewatch           |
| 453149 - | 2008 BM30                | 30 gennaio 2008   | Mt. Lemmon Survey    |
| 453150 - | 2008 BM37                | 11 novembre 2007  | Mt. Lemmon Survey    |
| 453151 - | 2008 BD50                | 18 gennaio 2008   | Spacewatch           |
| 453152 - | 2008 CR8                 | 10 gennaio 2008   | Spacewatch           |
| 453153 - | 2008 CY18                | 3 febbraio 2008   | Spacewatch           |
| 453154 - | 2008 CZ26                | 2 febbraio 2008   | Spacewatch           |
| 453155 - | 2008 CD53                | 7 febbraio 2008   | Spacewatch           |
| 453156 - | 2008 CC61                | 7 febbraio 2008   | Mt. Lemmon Survey    |
| 453157 - | 2008 CH65                | 19 novembre 2007  | Mt. Lemmon Survey    |
| 453158 - | 2008 CE80                | 7 febbraio 2008   | Spacewatch           |
| 453159 - | 2008 CH140               | 8 febbraio 2008   | Spacewatch           |
| 453160 - | 2008 CD146               | 9 febbraio 2008   | Spacewatch           |
| 453161 - | 2008 CS159               | 9 febbraio 2008   | Spacewatch           |
| 453162 - | 2008 CH168               | 11 febbraio 2008  | Spacewatch           |
| 453163 - | 2008 CP206               | 16 ottobre 2006   | Spacewatch           |
| 453164 - | 2008 CB215               | 12 febbraio 2008  | Mt. Lemmon Survey    |
| 453165 - | 2008 DU34                | 9 febbraio 2008   | CSS                  |
| 453166 - | 2008 DE50                | 11 gennaio 2008   | CSS                  |
| 453167 - | 2008 DN70                | 18 febbraio 2008  | Mt. Lemmon Survey    |
| 453168 - | 2008 DU73                | 13 febbraio 2008  | Mt. Lemmon Survey    |
| 453169 - | 2008 DS75                | 28 febbraio 2008  | Mt. Lemmon Survey    |
| 453170 - | 2008 DW79                | 29 febbraio 2008  | CSS                  |
| 453171 - | 2008 DO81                | 27 febbraio 2008  | Mt. Lemmon Survey    |
| 453172 - | 2008 DN82                | 28 febbraio 2008  | Spacewatch           |
| 453173 - | 2008 EA16                | 2 febbraio 2008   | Mt. Lemmon Survey    |
| 453174 - | 2008 EE18                | 1º marzo 2008     | Spacewatch           |
| 453175 - | 2008 EX22                | 8 gennaio 2003    | LINEAR               |
| 453176 - | 2008 EY35                | 31 gennaio 2008   | Mt. Lemmon Survey    |
| 453177 - | 2008 EF38                | 4 marzo 2008      | Spacewatch           |
| 453178 - | 2008 EU50                | 11 febbraio 2008  | Spacewatch           |
| 453179 - | 2008 EA51                | 4 marzo 2008      | LINEAR               |
| 453180 - | 2008 EJ64                | 9 marzo 2008      | Mt. Lemmon Survey    |
| 453181 - | 2008 EQ72                | 6 marzo 2008      | Mt. Lemmon Survey    |
| 453182 - | 2008 EZ112               | 8 marzo 2008      | Spacewatch           |
| 453183 - | 2008 EL120               | 1º marzo 2008     | Spacewatch           |
| 453184 - | 2008 EM123               | 9 marzo 2008      | Spacewatch           |
| 453185 - | 2008 EP128               | 16 dicembre 2007  | Mt. Lemmon Survey    |
| 453186 - | 2008 EQ134               | 11 marzo 2008     | Spacewatch           |
| 453187 - | 2008 EJ153               | 11 marzo 2008     | Mt. Lemmon Survey    |
| 453188 - | 2008 EK157               | 15 marzo 2008     | Mt. Lemmon Survey    |
| 453189 - | 2008 FT                  | 27 febbraio 2008  | Mt. Lemmon Survey    |
| 453190 - | 2008 FR22                | 27 marzo 2008     | Spacewatch           |
| 453191 - | 2008 FM23                | 27 marzo 2008     | Spacewatch           |
| 453192 - | 2008 FC32                | 28 marzo 2008     | Mt. Lemmon Survey    |
| 453193 - | 2008 FL59                | 29 marzo 2008     | Spacewatch           |
| 453194 - | 2008 FR62                | 10 gennaio 2008   | Mt. Lemmon Survey    |
| 453195 - | 2008 FB72                | 30 marzo 2008     | Spacewatch           |
| 453196 - | 2008 FP78                | 27 marzo 2008     | Mt. Lemmon Survey    |
| 453197 - | 2008 FR87                | 12 marzo 2008     | Spacewatch           |
| 453198 - | 2008 FW101               | 30 marzo 2008     | Spacewatch           |
| 453199 - | 2008 FR124               | 30 marzo 2008     | Spacewatch           |
| 453200 - | 2008 FV127               | 27 marzo 2008     | Spacewatch           |

## 453201-453300
| Nome              | Designazione provvisoria | Data di scoperta  | Scopritore           |
| ----------------- | ------------------------ | ----------------- | -------------------- |
| 453201 -          | 2008 FU135               | 29 marzo 2008     | Spacewatch           |
| 453202 -          | 2008 GY44                | 4 aprile 2008     | Spacewatch           |
| 453203 -          | 2008 GG63                | 5 aprile 2008     | Spacewatch           |
| 453204 -          | 2008 GV76                | 7 aprile 2008     | Spacewatch           |
| 453205 -          | 2008 GW80                | 7 aprile 2008     | Mt. Lemmon Survey    |
| 453206 -          | 2008 GX105               | 11 aprile 2008    | Mt. Lemmon Survey    |
| 453207 -          | 2008 GO115               | 3 febbraio 2008   | CSS                  |
| 453208 -          | 2008 GK120               | 29 marzo 2008     | CSS                  |
| 453209 -          | 2008 GL123               | 10 marzo 2008     | Spacewatch           |
| 453210 -          | 2008 GA128               | 14 aprile 2008    | Mt. Lemmon Survey    |
| 453211 -          | 2008 GZ145               | 14 aprile 2008    | Mt. Lemmon Survey    |
| 453212 -          | 2008 HU7                 | 24 aprile 2008    | Spacewatch           |
| 453213 -          | 2008 HK8                 | 24 aprile 2008    | Spacewatch           |
| 453214 -          | 2008 HU13                | 25 aprile 2008    | Spacewatch           |
| 453215 -          | 2008 HP14                | 11 marzo 2008     | Spacewatch           |
| 453216 -          | 2008 HQ17                | 26 aprile 2008    | Spacewatch           |
| 453217 -          | 2008 HU22                | 27 aprile 2008    | Spacewatch           |
| 453218 -          | 2008 HZ29                | 15 marzo 2008     | Mt. Lemmon Survey    |
| 453219 -          | 2008 HK35                | 26 novembre 2005  | Spacewatch           |
| 453220 -          | 2008 HN50                | 14 aprile 2008    | Spacewatch           |
| 453221 -          | 2008 HG55                | 29 aprile 2008    | Spacewatch           |
| 453222 -          | 2008 HQ68                | 24 aprile 2008    | Spacewatch           |
| 453223 -          | 2008 HG69                | 27 aprile 2008    | Spacewatch           |
| 453224 -          | 2008 JX9                 | 14 aprile 2008    | Spacewatch           |
| 453225 -          | 2008 JS10                | 3 aprile 2008     | Spacewatch           |
| 453226 -          | 2008 JU22                | 6 aprile 2008     | Mt. Lemmon Survey    |
| 453227 -          | 2008 JW32                | 6 aprile 2008     | Mt. Lemmon Survey    |
| 453228 -          | 2008 JZ40                | 2 maggio 2008     | CSS                  |
| 453229 -          | 2008 KZ10                | 29 maggio 2008    | Mt. Lemmon Survey    |
| 453230 -          | 2008 KJ13                | 27 maggio 2008    | Spacewatch           |
| 453231 -          | 2008 KH18                | 11 maggio 2008    | Mt. Lemmon Survey    |
| 453232 -          | 2008 KV38                | 12 maggio 2008    | Siding Spring Survey |
| 453233 -          | 2008 LK14                | 8 giugno 2008     | Spacewatch           |
| 453234 -          | 2008 OA20                | 30 luglio 2008    | Spacewatch           |
| 453235 -          | 2008 PU3                 | 3 agosto 2008     | Kocher, P.           |
| 453236 -          | 2008 PQ8                 | 26 luglio 2008    | Siding Spring Survey |
| 453237 -          | 2008 QP13                | 27 agosto 2008    | OAM                  |
| 453238 -          | 2008 QT17                | 29 luglio 2008    | Spacewatch           |
| 453239 -          | 2008 RB31                | 30 novembre 2003  | Spacewatch           |
| 453240 -          | 2008 RB52                | 3 settembre 2008  | Spacewatch           |
| 453241 -          | 2008 RZ62                | 4 settembre 2008  | Spacewatch           |
| 453242 -          | 2008 RG106               | 7 settembre 2008  | Mt. Lemmon Survey    |
| 453243 -          | 2008 RB121               | 4 settembre 2008  | Spacewatch           |
| 453244 -          | 2008 RB138               | 5 settembre 2008  | Spacewatch           |
| 453245 -          | 2008 SV28                | 19 settembre 2008 | Spacewatch           |
| 453246 -          | 2008 SJ29                | 4 settembre 2008  | Spacewatch           |
| 453247 -          | 2008 SS31                | 20 settembre 2008 | Spacewatch           |
| 453248 -          | 2008 SN38                | 30 novembre 2005  | Mt. Lemmon Survey    |
| 453249 -          | 2008 SH43                | 20 settembre 2008 | Mt. Lemmon Survey    |
| 453250 -          | 2008 SQ47                | 20 settembre 2008 | CSS                  |
| 453251 -          | 2008 SU58                | 20 settembre 2008 | Spacewatch           |
| 453252 -          | 2008 SN68                | 21 settembre 2008 | CSS                  |
| 453253 -          | 2008 SK96                | 9 settembre 2008  | Mt. Lemmon Survey    |
| 453254 -          | 2008 SL132               | 22 settembre 2008 | Spacewatch           |
| 453255 -          | 2008 SD136               | 23 settembre 2008 | Spacewatch           |
| 453256 Gucevičius | 2008 SP139               | 23 settembre 2008 | Moletai              |
| 453257 -          | 2008 SE141               | 24 settembre 2008 | Mt. Lemmon Survey    |
| 453258 -          | 2008 SY156               | 24 settembre 2008 | LINEAR               |
| 453259 -          | 2008 SQ162               | 28 settembre 2008 | LINEAR               |
| 453260 -          | 2008 SG181               | 24 settembre 2008 | Spacewatch           |
| 453261 -          | 2008 SP190               | 25 settembre 2008 | Mt. Lemmon Survey    |
| 453262 -          | 2008 SA196               | 25 settembre 2008 | Spacewatch           |
| 453263 -          | 2008 SK201               | 26 settembre 2008 | Spacewatch           |
| 453264 -          | 2008 SP231               | 24 agosto 2008    | Spacewatch           |
| 453265 -          | 2008 SP237               | 29 settembre 2008 | Mt. Lemmon Survey    |
| 453266 -          | 2008 SR241               | 29 settembre 2008 | CSS                  |
| 453267 -          | 2008 SX241               | 3 settembre 2008  | Spacewatch           |
| 453268 -          | 2008 SR252               | 20 settembre 2008 | Spacewatch           |
| 453269 -          | 2008 SH273               | 23 settembre 2008 | Mt. Lemmon Survey    |
| 453270 -          | 2008 SJ290               | 29 settembre 2008 | CSS                  |
| 453271 -          | 2008 SN297               | 23 settembre 2008 | Spacewatch           |
| 453272 -          | 2008 SJ300               | 23 settembre 2008 | Spacewatch           |
| 453273 -          | 2008 SB305               | 26 settembre 2008 | Spacewatch           |
| 453274 -          | 2008 SD310               | 29 settembre 2008 | Mt. Lemmon Survey    |
| 453275 -          | 2008 TL12                | 1º ottobre 2008   | Spacewatch           |
| 453276 -          | 2008 TR20                | 1º ottobre 2008   | Mt. Lemmon Survey    |
| 453277 -          | 2008 TJ40                | 1º ottobre 2008   | Mt. Lemmon Survey    |
| 453278 -          | 2008 TY41                | 1º ottobre 2008   | Mt. Lemmon Survey    |
| 453279 -          | 2008 TD46                | 23 settembre 2008 | Spacewatch           |
| 453280 -          | 2008 TY53                | 2 ottobre 2008    | Spacewatch           |
| 453281 -          | 2008 TZ72                | 2 ottobre 2008    | Spacewatch           |
| 453282 -          | 2008 TF75                | 6 settembre 2008  | Mt. Lemmon Survey    |
| 453283 -          | 2008 TA89                | 3 ottobre 2008    | Spacewatch           |
| 453284 -          | 2008 TY90                | 25 febbraio 2006  | Mt. Lemmon Survey    |
| 453285 -          | 2008 TH91                | 3 ottobre 2008    | OAM                  |
| 453286 -          | 2008 TR94                | 22 settembre 2008 | Spacewatch           |
| 453287 -          | 2008 TH110               | 6 ottobre 2008    | CSS                  |
| 453288 -          | 2008 TQ164               | 1º ottobre 2008   | Spacewatch           |
| 453289 -          | 2008 TX165               | 6 ottobre 2008    | CSS                  |
| 453290 -          | 2008 TX172               | 10 ottobre 2008   | Mt. Lemmon Survey    |
| 453291 -          | 2008 TA174               | 2 ottobre 2008    | Spacewatch           |
| 453292 -          | 2008 TM179               | 1º ottobre 2008   | CSS                  |
| 453293 -          | 2008 TZ187               | 9 ottobre 2008    | Spacewatch           |
| 453294 -          | 2008 UB11                | 17 ottobre 2008   | Spacewatch           |
| 453295 -          | 2008 UT69                | 22 settembre 2008 | Spacewatch           |
| 453296 -          | 2008 UY96                | 25 ottobre 2008   | LINEAR               |
| 453297 -          | 2008 UN105               | 20 ottobre 2008   | Spacewatch           |
| 453298 -          | 2008 UR109               | 22 ottobre 2008   | Spacewatch           |
| 453299 -          | 2008 UW142               | 23 ottobre 2008   | Spacewatch           |
| 453300 -          | 2008 UF179               | 7 settembre 2008  | Mt. Lemmon Survey    |

## 453301-453400
| Nome     | Designazione provvisoria | Data di scoperta  | Scopritore        |
| -------- | ------------------------ | ----------------- | ----------------- |
| 453301 - | 2008 UH197               | 27 ottobre 2008   | Mt. Lemmon Survey |
| 453302 - | 2008 UR199               | 31 ottobre 2008   | Stevens, B. L.    |
| 453303 - | 2008 UH213               | 24 ottobre 2008   | CSS               |
| 453304 - | 2008 UZ223               | 25 ottobre 2008   | Spacewatch        |
| 453305 - | 2008 UC284               | 28 ottobre 2008   | Mt. Lemmon Survey |
| 453306 - | 2008 UH284               | 28 ottobre 2008   | Mt. Lemmon Survey |
| 453307 - | 2008 UC336               | 20 ottobre 2008   | Spacewatch        |
| 453308 - | 2008 UT359               | 28 ottobre 2008   | Spacewatch        |
| 453309 - | 2008 VQ4                 | 4 novembre 2008   | LINEAR            |
| 453310 - | 2008 VC24                | 1º novembre 2008  | Spacewatch        |
| 453311 - | 2008 VA25                | 24 settembre 2008 | Mt. Lemmon Survey |
| 453312 - | 2008 VH30                | 21 ottobre 2008   | Spacewatch        |
| 453313 - | 2008 VA38                | 2 novembre 2008   | Mt. Lemmon Survey |
| 453314 - | 2008 VB39                | 29 ottobre 2008   | Spacewatch        |
| 453315 - | 2008 VG41                | 26 ottobre 2008   | Spacewatch        |
| 453316 - | 2008 VJ49                | 26 ottobre 2008   | Spacewatch        |
| 453317 - | 2008 VA60                | 23 ottobre 2008   | Spacewatch        |
| 453318 - | 2008 VR67                | 8 novembre 2008   | Spacewatch        |
| 453319 - | 2008 VM77                | 3 novembre 2008   | Mt. Lemmon Survey |
| 453320 - | 2008 WG11                | 18 novembre 2008  | CSS               |
| 453321 - | 2008 WC18                | 29 settembre 2008 | Mt. Lemmon Survey |
| 453322 - | 2008 WC37                | 17 novembre 2008  | Spacewatch        |
| 453323 - | 2008 WY40                | 17 novembre 2008  | Spacewatch        |
| 453324 - | 2008 WB77                | 29 settembre 2008 | Mt. Lemmon Survey |
| 453325 - | 2008 WD79                | 20 novembre 2008  | Spacewatch        |
| 453326 - | 2008 WV126               | 24 novembre 2008  | Mt. Lemmon Survey |
| 453327 - | 2008 WB130               | 19 novembre 2008  | Spacewatch        |
| 453328 - | 2008 XN20                | 1º dicembre 2008  | Spacewatch        |
| 453329 - | 2008 XK47                | 1º dicembre 2008  | Mt. Lemmon Survey |
| 453330 - | 2008 XF54                | 1º dicembre 2008  | Spacewatch        |
| 453331 - | 2008 YZ4                 | 4 dicembre 2008   | Mt. Lemmon Survey |
| 453332 - | 2008 YA18                | 21 dicembre 2008  | Mt. Lemmon Survey |
| 453333 - | 2008 YY35                | 9 ottobre 2008    | Spacewatch        |
| 453334 - | 2008 YZ35                | 22 dicembre 2008  | Spacewatch        |
| 453335 - | 2008 YL37                | 24 novembre 2008  | Mt. Lemmon Survey |
| 453336 - | 2008 YT39                | 29 dicembre 2008  | Mt. Lemmon Survey |
| 453337 - | 2008 YH48                | 29 dicembre 2008  | Mt. Lemmon Survey |
| 453338 - | 2008 YW58                | 30 dicembre 2008  | Spacewatch        |
| 453339 - | 2008 YF71                | 29 dicembre 2008  | Mt. Lemmon Survey |
| 453340 - | 2008 YQ79                | 30 dicembre 2008  | Mt. Lemmon Survey |
| 453341 - | 2008 YU89                | 21 dicembre 2008  | Spacewatch        |
| 453342 - | 2008 YZ94                | 20 novembre 2008  | Mt. Lemmon Survey |
| 453343 - | 2008 YL106               | 29 dicembre 2008  | Spacewatch        |
| 453344 - | 2008 YC107               | 22 dicembre 2008  | Spacewatch        |
| 453345 - | 2008 YA109               | 29 dicembre 2008  | Spacewatch        |
| 453346 - | 2008 YE114               | 24 febbraio 2006  | Spacewatch        |
| 453347 - | 2008 YE124               | 30 dicembre 2008  | Spacewatch        |
| 453348 - | 2008 YA125               | 30 dicembre 2008  | Spacewatch        |
| 453349 - | 2008 YD134               | 30 dicembre 2008  | Spacewatch        |
| 453350 - | 2008 YB136               | 30 novembre 2008  | Mt. Lemmon Survey |
| 453351 - | 2008 YZ157               | 30 dicembre 2008  | Mt. Lemmon Survey |
| 453352 - | 2008 YX160               | 31 dicembre 2008  | CSS               |
| 453353 - | 2008 YJ164               | 21 dicembre 2008  | Spacewatch        |
| 453354 - | 2008 YW165               | 31 dicembre 2008  | Mt. Lemmon Survey |
| 453355 - | 2009 AA7                 | 24 aprile 2006    | Spacewatch        |
| 453356 - | 2009 AR13                | 22 dicembre 2008  | Spacewatch        |
| 453357 - | 2009 AV13                | 2 gennaio 2009    | Mt. Lemmon Survey |
| 453358 - | 2009 AS25                | 21 dicembre 2008  | Spacewatch        |
| 453359 - | 2009 AQ29                | 22 dicembre 2008  | Spacewatch        |
| 453360 - | 2009 AK46                | 15 gennaio 2009   | Spacewatch        |
| 453361 - | 2009 AP46                | 22 dicembre 2008  | Spacewatch        |
| 453362 - | 2009 BO11                | 5 dicembre 2008   | Mt. Lemmon Survey |
| 453363 - | 2009 BC21                | 2 gennaio 2009    | Spacewatch        |
| 453364 - | 2009 BE23                | 17 gennaio 2009   | Spacewatch        |
| 453365 - | 2009 BC31                | 2 gennaio 2009    | Mt. Lemmon Survey |
| 453366 - | 2009 BF31                | 2 gennaio 2009    | Mt. Lemmon Survey |
| 453367 - | 2009 BA34                | 2 gennaio 2009    | Mt. Lemmon Survey |
| 453368 - | 2009 BZ41                | 16 gennaio 2009   | Spacewatch        |
| 453369 - | 2009 BQ50                | 2 gennaio 2009    | Mt. Lemmon Survey |
| 453370 - | 2009 BA53                | 16 gennaio 2009   | Mt. Lemmon Survey |
| 453371 - | 2009 BN55                | 16 gennaio 2009   | Spacewatch        |
| 453372 - | 2009 BN57                | 20 gennaio 2009   | Spacewatch        |
| 453373 - | 2009 BJ74                | 29 dicembre 2008  | CSS               |
| 453374 - | 2009 BJ76                | 2 gennaio 2009    | Mt. Lemmon Survey |
| 453375 - | 2009 BL93                | 25 gennaio 2009   | Spacewatch        |
| 453376 - | 2009 BZ95                | 22 novembre 2008  | Mt. Lemmon Survey |
| 453377 - | 2009 BE115               | 24 novembre 2008  | Mt. Lemmon Survey |
| 453378 - | 2009 BP117               | 29 gennaio 2009   | Mt. Lemmon Survey |
| 453379 - | 2009 BD122               | 31 gennaio 2009   | Spacewatch        |
| 453380 - | 2009 BP122               | 31 gennaio 2009   | Spacewatch        |
| 453381 - | 2009 BN126               | 15 gennaio 2009   | Spacewatch        |
| 453382 - | 2009 BH138               | 29 gennaio 2009   | Spacewatch        |
| 453383 - | 2009 BC166               | 31 gennaio 2009   | Spacewatch        |
| 453384 - | 2009 BD180               | 25 gennaio 2009   | Spacewatch        |
| 453385 - | 2009 BB189               | 20 gennaio 2009   | CSS               |
| 453386 - | 2009 CH1                 | 27 ottobre 2005   | CSS               |
| 453387 - | 2009 CM2                 | 1º gennaio 2009   | Mt. Lemmon Survey |
| 453388 - | 2009 CM29                | 17 gennaio 2009   | Spacewatch        |
| 453389 - | 2009 CX30                | 1º febbraio 2009  | Spacewatch        |
| 453390 - | 2009 CH32                | 1º febbraio 2009  | Spacewatch        |
| 453391 - | 2009 CQ35                | 29 dicembre 2008  | Mt. Lemmon Survey |
| 453392 - | 2009 CB51                | 14 febbraio 2009  | OAM               |
| 453393 - | 2009 CA58                | 3 febbraio 2009   | Mt. Lemmon Survey |
| 453394 - | 2009 DT23                | 14 febbraio 2009  | Spacewatch        |
| 453395 - | 2009 DB25                | 21 febbraio 2009  | Mt. Lemmon Survey |
| 453396 - | 2009 DT28                | 4 febbraio 2009   | Mt. Lemmon Survey |
| 453397 - | 2009 DM32                | 20 febbraio 2009  | Spacewatch        |
| 453398 - | 2009 DM51                | 21 febbraio 2009  | Spacewatch        |
| 453399 - | 2009 DK112               | 26 febbraio 2009  | CSS               |
| 453400 - | 2009 DU112               | 31 gennaio 2009   | Spacewatch        |

## 453401-453500
| Nome     | Designazione provvisoria | Data di scoperta  | Scopritore           |
| -------- | ------------------------ | ----------------- | -------------------- |
| 453401 - | 2009 DZ139               | 18 febbraio 2009  | LINEAR               |
| 453402 - | 2009 DP142               | 19 febbraio 2009  | Spacewatch           |
| 453403 - | 2009 ED15                | 15 marzo 2009     | Spacewatch           |
| 453404 - | 2009 EE15                | 23 settembre 2000 | LINEAR               |
| 453405 - | 2009 FV21                | 17 marzo 2009     | CSS                  |
| 453406 - | 2009 FH56                | 19 marzo 2009     | Siding Spring Survey |
| 453407 - | 2009 FL58                | 21 marzo 2009     | Mt. Lemmon Survey    |
| 453408 - | 2009 FE74                | 31 marzo 2009     | CSS                  |
| 453409 - | 2009 FA77                | 19 marzo 2009     | Spacewatch           |
| 453410 - | 2009 GK2                 | 1º aprile 2009    | CSS                  |
| 453411 - | 2009 GH3                 | 23 febbraio 2009  | Siding Spring Survey |
| 453412 - | 2009 HG15                | 1º aprile 2009    | Spacewatch           |
| 453413 - | 2009 HT24                | 17 aprile 2009    | Spacewatch           |
| 453414 - | 2009 HE49                | 19 aprile 2009    | Spacewatch           |
| 453415 - | 2009 HO57                | 23 aprile 2009    | OAM                  |
| 453416 - | 2009 HK66                | 23 aprile 2009    | Spacewatch           |
| 453417 - | 2009 HM69                | 22 aprile 2009    | Mt. Lemmon Survey    |
| 453418 - | 2009 HE78                | 24 aprile 2009    | Mt. Lemmon Survey    |
| 453419 - | 2009 HP80                | 28 aprile 2009    | CSS                  |
| 453420 - | 2009 HB97                | 23 aprile 2009    | CSS                  |
| 453421 - | 2009 HP102               | 23 aprile 2009    | Spacewatch           |
| 453422 - | 2009 JV1                 | 20 febbraio 2009  | Mt. Lemmon Survey    |
| 453423 - | 2009 JB7                 | 13 maggio 2009    | Mt. Lemmon Survey    |
| 453424 - | 2009 JM8                 | 13 maggio 2009    | Spacewatch           |
| 453425 - | 2009 JO11                | 15 maggio 2009    | Spacewatch           |
| 453426 - | 2009 JV13                | 1º maggio 2009    | Cerro Burek          |
| 453427 - | 2009 KO2                 | 20 aprile 2009    | Spacewatch           |
| 453428 - | 2009 KA22                | 16 maggio 2009    | CSS                  |
| 453429 - | 2009 KW25                | 17 maggio 2009    | Mt. Lemmon Survey    |
| 453430 - | 2009 PU                  | 2 agosto 2009     | Siding Spring Survey |
| 453431 - | 2009 PP1                 | 23 giugno 2009    | Mt. Lemmon Survey    |
| 453432 - | 2009 PQ8                 | 25 febbraio 2007  | Mt. Lemmon Survey    |
| 453433 - | 2009 PX8                 | 15 agosto 2009    | CSS                  |
| 453434 - | 2009 QA6                 | 12 gennaio 2008   | CSS                  |
| 453435 - | 2009 QA12                | 16 agosto 2009    | Spacewatch           |
| 453436 - | 2009 QF15                | 16 agosto 2009    | Spacewatch           |
| 453437 - | 2009 QT29                | 23 agosto 2009    | Bickel, W.           |
| 453438 - | 2009 QK30                | 21 agosto 2009    | LINEAR               |
| 453439 - | 2009 QG44                | 27 agosto 2009    | Spacewatch           |
| 453440 - | 2009 QX48                | 15 ottobre 2004   | Mt. Lemmon Survey    |
| 453441 - | 2009 QL52                | 16 agosto 2009    | Spacewatch           |
| 453442 - | 2009 QH53                | 16 agosto 2009    | Spacewatch           |
| 453443 - | 2009 QN58                | 20 agosto 2009    | Spacewatch           |
| 453444 - | 2009 QR62                | 18 agosto 2009    | Spacewatch           |
| 453445 - | 2009 RK5                 | 17 agosto 2009    | LINEAR               |
| 453446 - | 2009 RY8                 | 12 settembre 2009 | Spacewatch           |
| 453447 - | 2009 RR11                | 12 settembre 2009 | Spacewatch           |
| 453448 - | 2009 RA13                | 12 settembre 2009 | Spacewatch           |
| 453449 - | 2009 RC18                | 12 settembre 2009 | Spacewatch           |
| 453450 - | 2009 RQ32                | 26 agosto 2009    | LINEAR               |
| 453451 - | 2009 RU40                | 15 settembre 2009 | Spacewatch           |
| 453452 - | 2009 RC45                | 15 settembre 2009 | Spacewatch           |
| 453453 - | 2009 RQ70                | 12 settembre 2009 | Spacewatch           |
| 453454 - | 2009 RF75                | 15 settembre 2009 | CSS                  |
| 453455 - | 2009 SF13                | 28 agosto 2009    | Spacewatch           |
| 453456 - | 2009 SX24                | 16 settembre 2009 | Spacewatch           |
| 453457 - | 2009 ST26                | 16 settembre 2009 | Spacewatch           |
| 453458 - | 2009 ST55                | 17 settembre 2009 | Spacewatch           |
| 453459 - | 2009 SE58                | 3 luglio 2003     | Spacewatch           |
| 453460 - | 2009 ST83                | 18 settembre 2009 | Mt. Lemmon Survey    |
| 453461 - | 2009 SJ98                | 16 agosto 2009    | CSS                  |
| 453462 - | 2009 SK100               | 17 settembre 2009 | Mt. Lemmon Survey    |
| 453463 - | 2009 SC111               | 18 settembre 2009 | Spacewatch           |
| 453464 - | 2009 SK111               | 18 settembre 2009 | Spacewatch           |
| 453465 - | 2009 SN114               | 26 agosto 2009    | LINEAR               |
| 453466 - | 2009 SY118               | 18 settembre 2009 | Spacewatch           |
| 453467 - | 2009 SL148               | 19 settembre 2009 | Spacewatch           |
| 453468 - | 2009 SG160               | 16 settembre 2009 | Spacewatch           |
| 453469 - | 2009 SX161               | 4 ottobre 2004    | Spacewatch           |
| 453470 - | 2009 SO174               | 17 agosto 2009    | Spacewatch           |
| 453471 - | 2009 SS188               | 17 settembre 2009 | Spacewatch           |
| 453472 - | 2009 SQ191               | 22 settembre 2009 | Spacewatch           |
| 453473 - | 2009 SJ208               | 15 settembre 2009 | Spacewatch           |
| 453474 - | 2009 SL208               | 15 settembre 2009 | Spacewatch           |
| 453475 - | 2009 SE213               | 23 settembre 2009 | Spacewatch           |
| 453476 - | 2009 SE214               | 23 settembre 2009 | Spacewatch           |
| 453477 - | 2009 SN216               | 15 settembre 2009 | Spacewatch           |
| 453478 - | 2009 SQ225               | 25 settembre 2009 | OAM                  |
| 453479 - | 2009 SN235               | 30 settembre 2009 | Mt. Lemmon Survey    |
| 453480 - | 2009 SU242               | 29 settembre 2009 | Tozzi, F.            |
| 453481 - | 2009 SS249               | 18 settembre 2009 | Spacewatch           |
| 453482 - | 2009 SN254               | 18 settembre 2009 | Spacewatch           |
| 453483 - | 2009 SP258               | 21 settembre 2009 | Mt. Lemmon Survey    |
| 453484 - | 2009 SO275               | 25 settembre 2009 | Spacewatch           |
| 453485 - | 2009 SM286               | 21 settembre 2009 | Spacewatch           |
| 453486 - | 2009 SN287               | 25 settembre 2009 | Spacewatch           |
| 453487 - | 2009 SS289               | 17 settembre 2009 | Spacewatch           |
| 453488 - | 2009 SN293               | 26 settembre 2009 | Spacewatch           |
| 453489 - | 2009 SF297               | 18 agosto 2009    | CSS                  |
| 453490 - | 2009 SJ309               | 18 settembre 2009 | Mt. Lemmon Survey    |
| 453491 - | 2009 SP327               | 26 settembre 2009 | Spacewatch           |
| 453492 - | 2009 SD341               | 24 settembre 2009 | Mt. Lemmon Survey    |
| 453493 - | 2009 SB342               | 16 settembre 2009 | Spacewatch           |
| 453494 - | 2009 SM342               | 16 settembre 2009 | Mt. Lemmon Survey    |
| 453495 - | 2009 SQ343               | 17 settembre 2009 | Spacewatch           |
| 453496 - | 2009 SQ350               | 26 settembre 2009 | Spacewatch           |
| 453497 - | 2009 SU350               | 28 settembre 2009 | Mt. Lemmon Survey    |
| 453498 - | 2009 TJ22                | 26 settembre 2009 | CSS                  |
| 453499 - | 2009 TR30                | 26 settembre 2009 | Spacewatch           |
| 453500 - | 2009 TY33                | 9 ottobre 2009    | CSS                  |

## 453501-453600
| Nome     | Designazione provvisoria | Data di scoperta  | Scopritore        |
| -------- | ------------------------ | ----------------- | ----------------- |
| 453501 - | 2009 TM34                | 29 settembre 2009 | Mt. Lemmon Survey |
| 453502 - | 2009 US1                 | 16 ottobre 2009   | LINEAR            |
| 453503 - | 2009 UJ6                 | 15 settembre 2009 | Spacewatch        |
| 453504 - | 2009 UD8                 | 25 settembre 2009 | Spacewatch        |
| 453505 - | 2009 UX54                | 23 ottobre 2009   | Spacewatch        |
| 453506 - | 2009 UX55                | 23 ottobre 2009   | Mt. Lemmon Survey |
| 453507 - | 2009 UK58                | 23 ottobre 2009   | Mt. Lemmon Survey |
| 453508 - | 2009 UG69                | 22 settembre 2009 | Mt. Lemmon Survey |
| 453509 - | 2009 UF72                | 23 ottobre 2009   | Mt. Lemmon Survey |
| 453510 - | 2009 UN77                | 29 settembre 2009 | Mt. Lemmon Survey |
| 453511 - | 2009 UT106               | 22 ottobre 2009   | Mt. Lemmon Survey |
| 453512 - | 2009 UO108               | 23 ottobre 2009   | Spacewatch        |
| 453513 - | 2009 UM113               | 24 marzo 2006     | Spacewatch        |
| 453514 - | 2009 UD120               | 14 ottobre 2009   | Mt. Lemmon Survey |
| 453515 - | 2009 UM122               | 26 ottobre 2009   | Mt. Lemmon Survey |
| 453516 - | 2009 UD130               | 29 ottobre 2009   | OAM               |
| 453517 - | 2009 UE131               | 16 ottobre 2009   | CSS               |
| 453518 - | 2009 UK143               | 18 ottobre 2009   | Mt. Lemmon Survey |
| 453519 - | 2009 UK149               | 25 ottobre 2009   | Spacewatch        |
| 453520 - | 2009 UO153               | 23 ottobre 2009   | Mt. Lemmon Survey |
| 453521 - | 2009 VU1                 | 9 novembre 2009   | LINEAR            |
| 453522 - | 2009 VK5                 | 8 novembre 2009   | CSS               |
| 453523 - | 2009 VR17                | 8 novembre 2009   | Mt. Lemmon Survey |
| 453524 - | 2009 VY29                | 21 settembre 2009 | Mt. Lemmon Survey |
| 453525 - | 2009 VX54                | 10 novembre 2009  | Spacewatch        |
| 453526 - | 2009 VT55                | 15 settembre 2009 | Spacewatch        |
| 453527 - | 2009 VG57                | 23 ottobre 2009   | Mt. Lemmon Survey |
| 453528 - | 2009 VT68                | 9 novembre 2009   | Spacewatch        |
| 453529 - | 2009 VF73                | 16 settembre 2009 | Spacewatch        |
| 453530 - | 2009 VW82                | 27 settembre 2009 | Spacewatch        |
| 453531 - | 2009 WG13                | 16 novembre 2009  | Mt. Lemmon Survey |
| 453532 - | 2009 WF14                | 16 novembre 2009  | Mt. Lemmon Survey |
| 453533 - | 2009 WP16                | 9 novembre 2009   | Spacewatch        |
| 453534 - | 2009 WF59                | 16 novembre 2009  | Mt. Lemmon Survey |
| 453535 - | 2009 WA60                | 16 novembre 2009  | Mt. Lemmon Survey |
| 453536 - | 2009 WT74                | 25 febbraio 2006  | LONEOS            |
| 453537 - | 2009 WH82                | 19 novembre 2009  | Spacewatch        |
| 453538 - | 2009 WE99                | 24 ottobre 2009   | Spacewatch        |
| 453539 - | 2009 WM99                | 21 agosto 2008    | Spacewatch        |
| 453540 - | 2009 WT124               | 8 novembre 2009   | Spacewatch        |
| 453541 - | 2009 WZ133               | 21 ottobre 2009   | CSS               |
| 453542 - | 2009 WU152               | 18 dicembre 2004  | Mt. Lemmon Survey |
| 453543 - | 2009 WW159               | 9 marzo 2005      | CSS               |
| 453544 - | 2009 WA178               | 23 novembre 2009  | Mt. Lemmon Survey |
| 453545 - | 2009 WB178               | 12 ottobre 2009   | Mt. Lemmon Survey |
| 453546 - | 2009 WS181               | 23 novembre 2009  | Mt. Lemmon Survey |
| 453547 - | 2009 WB186               | 24 settembre 2009 | CSS               |
| 453548 - | 2009 WK186               | 24 novembre 2009  | Mt. Lemmon Survey |
| 453549 - | 2009 WH187               | 24 ottobre 2009   | Spacewatch        |
| 453550 - | 2009 WV215               | 29 ottobre 2009   | CSS               |
| 453551 - | 2009 WV226               | 18 settembre 2009 | Mt. Lemmon Survey |
| 453552 - | 2009 WH255               | 19 novembre 2009  | Spacewatch        |
| 453553 - | 2009 WU258               | 27 novembre 2009  | Mt. Lemmon Survey |
| 453554 - | 2009 XS9                 | 13 dicembre 2009  | LINEAR            |
| 453555 - | 2009 YL5                 | 17 dicembre 2009  | Mt. Lemmon Survey |
| 453556 - | 2009 YT7                 | 16 dicembre 2009  | Spacewatch        |
| 453557 - | 2009 YZ19                | 26 dicembre 2009  | Spacewatch        |
| 453558 - | 2010 AD1                 | 9 novembre 2009   | Spacewatch        |
| 453559 - | 2010 AO43                | 6 gennaio 2010    | CSS               |
| 453560 - | 2010 AS73                | 18 novembre 2009  | Spacewatch        |
| 453561 - | 2010 AW80                | 6 gennaio 2010    | Spacewatch        |
| 453562 - | 2010 AZ134               | 19 settembre 2009 | Spacewatch        |
| 453563 - | 2010 BB                  | 16 gennaio 2010   | Mt. Lemmon Survey |
| 453564 - | 2010 BV25                | 15 ottobre 2009   | CSS               |
| 453565 - | 2010 BT67                | 1º ottobre 2009   | Mt. Lemmon Survey |
| 453566 - | 2010 CQ3                 | 5 febbraio 2010   | Spacewatch        |
| 453567 - | 2010 CK36                | 10 marzo 2000     | Spacewatch        |
| 453568 - | 2010 CZ106               | 14 febbraio 2010  | Mt. Lemmon Survey |
| 453569 - | 2010 CN137               | 6 febbraio 2010   | Mt. Lemmon Survey |
| 453570 - | 2010 DJ6                 | 12 gennaio 2010   | Mt. Lemmon Survey |
| 453571 - | 2010 EZ12                | 11 dicembre 2009  | Mt. Lemmon Survey |
| 453572 - | 2010 EH74                | 9 febbraio 2010   | Spacewatch        |
| 453573 - | 2010 FN9                 | 19 marzo 2010     | Stevens, B. L.    |
| 453574 - | 2010 FB29                | 22 marzo 2010     | Sierra Stars      |
| 453575 - | 2010 FE87                | 26 marzo 2010     | Spacewatch        |
| 453576 - | 2010 GV5                 | 12 marzo 2010     | Spacewatch        |
| 453577 - | 2010 GU65                | 16 marzo 2010     | Mt. Lemmon Survey |
| 453578 - | 2010 GF127               | 5 settembre 2007  | CSS               |
| 453579 - | 2010 GR140               | 6 ottobre 2004    | Spacewatch        |
| 453580 - | 2010 HV37                | 21 aprile 2010    | WISE              |
| 453581 - | 2010 HQ54                | 3 marzo 2005      | Spacewatch        |
| 453582 - | 2010 HK61                | 26 aprile 2010    | WISE              |
| 453583 - | 2010 HG71                | 27 aprile 2010    | WISE              |
| 453584 - | 2010 HK79                | 12 marzo 2010     | Spacewatch        |
| 453585 - | 2010 HX97                | 30 aprile 2010    | WISE              |
| 453586 - | 2010 JD72                | 15 aprile 2010    | Spacewatch        |
| 453587 - | 2010 JO91                | 10 maggio 2010    | WISE              |
| 453588 - | 2010 JM94                | 10 maggio 2010    | WISE              |
| 453589 - | 2010 JP118               | 11 maggio 2010    | Mt. Lemmon Survey |
| 453590 - | 2010 JT131               | 13 maggio 2010    | WISE              |
| 453591 - | 2010 KL21                | 7 settembre 2004  | Spacewatch        |
| 453592 - | 2010 KK57                | 20 maggio 2010    | WISE              |
| 453593 - | 2010 LH1                 | 2 giugno 2010     | Spacewatch        |
| 453594 - | 2010 LP51                | 8 giugno 2010     | WISE              |
| 453595 - | 2010 LN74                | 10 giugno 2010    | WISE              |
| 453596 - | 2010 LT101               | 13 giugno 2010    | WISE              |
| 453597 - | 2010 MA8                 | 16 giugno 2010    | WISE              |
| 453598 - | 2010 MW84                | 27 giugno 2010    | WISE              |
| 453599 - | 2010 MA99                | 29 giugno 2010    | WISE              |
| 453600 - | 2010 MS106               | 30 giugno 2010    | WISE              |

## 453601-453700
| Nome     | Designazione provvisoria | Data di scoperta  | Scopritore        |
| -------- | ------------------------ | ----------------- | ----------------- |
| 453601 - | 2010 NF                  | 4 luglio 2010     | Mt. Lemmon Survey |
| 453602 - | 2010 NE3                 | 11 marzo 2007     | Mt. Lemmon Survey |
| 453603 - | 2010 NK3                 | 4 luglio 2010     | Spacewatch        |
| 453604 - | 2010 NW3                 | 4 luglio 2010     | Spacewatch        |
| 453605 - | 2010 NZ5                 | 5 luglio 2010     | Spacewatch        |
| 453606 - | 2010 NX11                | 1º luglio 2010    | WISE              |
| 453607 - | 2010 NM17                | 6 luglio 2010     | WISE              |
| 453608 - | 2010 NC75                | 6 novembre 2005   | Spacewatch        |
| 453609 - | 2010 NH112               | 13 luglio 2010    | WISE              |
| 453610 - | 2010 OY54                | 23 luglio 2010    | WISE              |
| 453611 - | 2010 OX59                | 23 luglio 2010    | WISE              |
| 453612 - | 2010 OR88                | 31 ottobre 2005   | Spacewatch        |
| 453613 - | 2010 OL93                | 28 luglio 2010    | WISE              |
| 453614 - | 2010 OL126               | 1º febbraio 2009  | Mt. Lemmon Survey |
| 453615 - | 2010 PO9                 | 3 agosto 2010     | LINEAR            |
| 453616 - | 2010 PS9                 | 4 agosto 2010     | LINEAR            |
| 453617 - | 2010 PV58                | 9 febbraio 2008   | Mt. Lemmon Survey |
| 453618 - | 2010 PE61                | 10 agosto 2010    | Spacewatch        |
| 453619 - | 2010 RD3                 | 9 febbraio 2008   | Mt. Lemmon Survey |
| 453620 - | 2010 RM5                 | 10 agosto 2010    | Spacewatch        |
| 453621 - | 2010 RH22                | 23 ottobre 2006   | CSS               |
| 453622 - | 2010 RS39                | 2 settembre 2010  | OAM               |
| 453623 - | 2010 RN61                | 6 settembre 2010  | Spacewatch        |
| 453624 - | 2010 RB80                | 9 novembre 1993   | Spacewatch        |
| 453625 - | 2010 RQ103               | 9 marzo 2003      | Spacewatch        |
| 453626 - | 2010 RC111               | 11 settembre 2010 | Spacewatch        |
| 453627 - | 2010 RX173               | 6 marzo 2008      | Mt. Lemmon Survey |
| 453628 - | 2010 SV5                 | 16 settembre 2010 | Mt. Lemmon Survey |
| 453629 - | 2010 SV9                 | 5 marzo 2008      | Mt. Lemmon Survey |
| 453630 - | 2010 SM20                | 19 settembre 2001 | LINEAR            |
| 453631 - | 2010 SE33                | 14 febbraio 2008  | Mt. Lemmon Survey |
| 453632 - | 2010 SX35                | 7 giugno 2010     | WISE              |
| 453633 - | 2010 TF4                 | 27 novembre 2006  | Spacewatch        |
| 453634 - | 2010 TT8                 | 7 ottobre 2005    | Spacewatch        |
| 453635 - | 2010 TD14                | 15 dicembre 2006  | Spacewatch        |
| 453636 - | 2010 TY14                | 17 ottobre 2006   | Spacewatch        |
| 453637 - | 2010 TQ16                | 11 settembre 2001 | LINEAR            |
| 453638 - | 2010 TT16                | 1º settembre 2005 | Spacewatch        |
| 453639 - | 2010 TH17                | 16 settembre 2010 | Spacewatch        |
| 453640 - | 2010 TU31                | 9 settembre 2010  | Spacewatch        |
| 453641 - | 2010 TC33                | 10 settembre 2010 | Spacewatch        |
| 453642 - | 2010 TE33                | 29 marzo 2008     | Mt. Lemmon Survey |
| 453643 - | 2010 TM40                | 13 dicembre 2006  | Spacewatch        |
| 453644 - | 2010 TA67                | 28 febbraio 2008  | Mt. Lemmon Survey |
| 453645 - | 2010 TA70                | 14 settembre 2010 | Spacewatch        |
| 453646 - | 2010 TW70                | 14 settembre 2010 | Spacewatch        |
| 453647 - | 2010 TU85                | 30 maggio 2009    | Mt. Lemmon Survey |
| 453648 - | 2010 TE94                | 1º ottobre 2010   | Mt. Lemmon Survey |
| 453649 - | 2010 TN96                | 4 settembre 2010  | Spacewatch        |
| 453650 - | 2010 TD103               | 1º ottobre 2005   | Mt. Lemmon Survey |
| 453651 - | 2010 TW103               | 21 dicembre 2006  | Spacewatch        |
| 453652 - | 2010 TW113               | 12 luglio 2005    | Mt. Lemmon Survey |
| 453653 - | 2010 TH119               | 9 ottobre 2010    | Spacewatch        |
| 453654 - | 2010 TU121               | 4 aprile 2008     | Spacewatch        |
| 453655 - | 2010 TV123               | 1º aprile 2008    | Spacewatch        |
| 453656 - | 2010 TZ123               | 30 agosto 2005    | Spacewatch        |
| 453657 - | 2010 TX140               | 28 settembre 1994 | Spacewatch        |
| 453658 - | 2010 TA146               | 11 ottobre 2010   | Mt. Lemmon Survey |
| 453659 - | 2010 TC148               | 2 ottobre 2010    | Spacewatch        |
| 453660 - | 2010 TZ150               | 17 settembre 2010 | Mt. Lemmon Survey |
| 453661 - | 2010 TX162               | 7 ottobre 2005    | Spacewatch        |
| 453662 - | 2010 TL188               | 2 ottobre 2010    | Mt. Lemmon Survey |
| 453663 - | 2010 UQ5                 | 14 dicembre 2001  | LINEAR            |
| 453664 - | 2010 UB16                | 15 aprile 2007    | Spacewatch        |
| 453665 - | 2010 UR48                | 11 agosto 2010    | WISE              |
| 453666 - | 2010 UQ50                | 31 ottobre 2010   | Mt. Lemmon Survey |
| 453667 - | 2010 UC61                | 30 ottobre 2010   | Spacewatch        |
| 453668 - | 2010 UB81                | 31 ottobre 2010   | Spacewatch        |
| 453669 - | 2010 UY107               | 1º dicembre 2006  | Mt. Lemmon Survey |
| 453670 - | 2010 VW12                | 21 dicembre 2006  | Spacewatch        |
| 453671 - | 2010 VM19                | 2 novembre 2010   | Spacewatch        |
| 453672 - | 2010 VA24                | 12 novembre 1999  | LINEAR            |
| 453673 - | 2010 VY28                | 8 dicembre 2005   | CSS               |
| 453674 - | 2010 VR31                | 27 ottobre 2005   | Mt. Lemmon Survey |
| 453675 - | 2010 VG38                | 17 gennaio 2007   | Spacewatch        |
| 453676 - | 2010 VZ42                | 17 ottobre 2010   | Mt. Lemmon Survey |
| 453677 - | 2010 VQ81                | 3 novembre 2010   | Spacewatch        |
| 453678 - | 2010 VL105               | 28 ottobre 2010   | Mt. Lemmon Survey |
| 453679 - | 2010 VS138               | 1º novembre 2010  | Spacewatch        |
| 453680 - | 2010 VJ141               | 17 ottobre 2010   | Mt. Lemmon Survey |
| 453681 - | 2010 VS147               | 10 novembre 1999  | Spacewatch        |
| 453682 - | 2010 VF150               | 3 dicembre 2005   | Spacewatch        |
| 453683 - | 2010 VU152               | 7 novembre 2010   | Spacewatch        |
| 453684 - | 2010 VE161               | 28 ottobre 2005   | Mt. Lemmon Survey |
| 453685 - | 2010 VZ175               | 7 ottobre 2004    | Spacewatch        |
| 453686 - | 2010 VR188               | 5 novembre 2010   | Spacewatch        |
| 453687 - | 2010 VY190               | 17 maggio 2010    | WISE              |
| 453688 - | 2010 VD193               | 3 novembre 2010   | Mt. Lemmon Survey |
| 453689 - | 2010 VH204               | 30 ottobre 2010   | Mt. Lemmon Survey |
| 453690 - | 2010 VB205               | 28 ottobre 2010   | Mt. Lemmon Survey |
| 453691 - | 2010 VF218               | 12 ottobre 2010   | Mt. Lemmon Survey |
| 453692 - | 2010 VG219               | 17 novembre 2001  | Spacewatch        |
| 453693 - | 2010 WT12                | 12 aprile 2008    | Spacewatch        |
| 453694 - | 2010 WS21                | 10 novembre 2010  | Mt. Lemmon Survey |
| 453695 - | 2010 WY25                | 1º novembre 2010  | Spacewatch        |
| 453696 - | 2010 WY42                | 29 ottobre 2010   | Mt. Lemmon Survey |
| 453697 - | 2010 WF46                | 28 ottobre 2010   | Spacewatch        |
| 453698 - | 2010 WP52                | 10 novembre 2010  | Mt. Lemmon Survey |
| 453699 - | 2010 WQ62                | 3 novembre 2005   | Spacewatch        |
| 453700 - | 2010 WN64                | 6 novembre 2010   | Spacewatch        |

## 453701-453800
| Nome     | Designazione provvisoria | Data di scoperta  | Scopritore           |
| -------- | ------------------------ | ----------------- | -------------------- |
| 453701 - | 2010 WH65                | 6 giugno 2002     | LINEAR               |
| 453702 - | 2010 XH28                | 1º dicembre 2010  | Mt. Lemmon Survey    |
| 453703 - | 2010 XA38                | 14 ottobre 2010   | Mt. Lemmon Survey    |
| 453704 - | 2010 XY42                | 28 novembre 2010  | CSS                  |
| 453705 - | 2010 XB51                | 12 novembre 2010  | Mt. Lemmon Survey    |
| 453706 - | 2010 XK58                | 4 dicembre 2010   | CSS                  |
| 453707 - | 2010 XY72                | 15 dicembre 2010  | Mt. Lemmon Survey    |
| 453708 - | 2010 XN78                | 25 dicembre 2005  | Spacewatch           |
| 453709 - | 2010 YG                  | 5 gennaio 2000    | LINEAR               |
| 453710 - | 2010 YC5                 | 22 aprile 2007    | Spacewatch           |
| 453711 - | 2011 AT5                 | 16 novembre 2009  | Mt. Lemmon Survey    |
| 453712 - | 2011 AE7                 | 27 settembre 2009 | Spacewatch           |
| 453713 - | 2011 AT7                 | 2 gennaio 2011    | Mt. Lemmon Survey    |
| 453714 - | 2011 AF10                | 6 dicembre 2010   | Mt. Lemmon Survey    |
| 453715 - | 2011 AZ11                | 5 gennaio 2011    | CSS                  |
| 453716 - | 2011 AO12                | 1º febbraio 2006  | Mt. Lemmon Survey    |
| 453717 - | 2011 AR32                | 9 ottobre 2004    | Spacewatch           |
| 453718 - | 2011 AZ40                | 10 gennaio 2011   | Mt. Lemmon Survey    |
| 453719 - | 2011 AU43                | 17 gennaio 2010   | WISE                 |
| 453720 - | 2011 AP58                | 13 dicembre 2010  | Mt. Lemmon Survey    |
| 453721 - | 2011 AA65                | 3 gennaio 2011    | Mt. Lemmon Survey    |
| 453722 - | 2011 AB75                | 19 settembre 2007 | CSS                  |
| 453723 - | 2011 AZ77                | 26 gennaio 2006   | CSS                  |
| 453724 - | 2011 BC2                 | 5 gennaio 2000    | Spacewatch           |
| 453725 - | 2011 BA4                 | 13 dicembre 2010  | Mt. Lemmon Survey    |
| 453726 - | 2011 BU8                 | 16 gennaio 2011   | Mt. Lemmon Survey    |
| 453727 - | 2011 BC9                 | 15 dicembre 2004  | Spacewatch           |
| 453728 - | 2011 BL11                | 24 gennaio 2011   | CSS                  |
| 453729 - | 2011 BO24                | 25 aprile 2008    | Mt. Lemmon Survey    |
| 453730 - | 2011 BE43                | 9 febbraio 2010   | WISE                 |
| 453731 - | 2011 BH54                | 12 gennaio 2011   | Mt. Lemmon Survey    |
| 453732 - | 2011 BN55                | 13 dicembre 2010  | Mt. Lemmon Survey    |
| 453733 - | 2011 BP64                | 26 febbraio 2006  | LONEOS               |
| 453734 - | 2011 BG67                | 5 marzo 2006      | Spacewatch           |
| 453735 - | 2011 BJ67                | 21 ottobre 2009   | Mt. Lemmon Survey    |
| 453736 - | 2011 BJ93                | 28 gennaio 2011   | Mt. Lemmon Survey    |
| 453737 - | 2011 BM117               | 15 novembre 2010  | Mt. Lemmon Survey    |
| 453738 - | 2011 BB125               | 14 gennaio 2011   | Mt. Lemmon Survey    |
| 453739 - | 2011 BD125               | 30 dicembre 2005  | Spacewatch           |
| 453740 - | 2011 BD135               | 14 gennaio 2011   | Mt. Lemmon Survey    |
| 453741 - | 2011 BQ141               | 14 gennaio 2011   | Spacewatch           |
| 453742 - | 2011 BT143               | 29 gennaio 2011   | Spacewatch           |
| 453743 - | 2011 BO161               | 19 novembre 2004  | CSS                  |
| 453744 - | 2011 BB162               | 10 gennaio 2011   | Spacewatch           |
| 453745 - | 2011 CK10                | 11 gennaio 2011   | CSS                  |
| 453746 - | 2011 CM11                | 5 gennaio 2000    | Spacewatch           |
| 453747 - | 2011 CU27                | 8 novembre 2009   | Mt. Lemmon Survey    |
| 453748 - | 2011 CC36                | 30 gennaio 2006   | Spacewatch           |
| 453749 - | 2011 CN37                | 27 febbraio 2006  | Spacewatch           |
| 453750 - | 2011 CZ52                | 19 settembre 2003 | Spacewatch           |
| 453751 - | 2011 CJ68                | 8 febbraio 2010   | WISE                 |
| 453752 - | 2011 CU69                | 11 gennaio 2011   | Spacewatch           |
| 453753 - | 2011 CH72                | 26 ottobre 2009   | Mt. Lemmon Survey    |
| 453754 - | 2011 CV76                | 25 settembre 2008 | Mt. Lemmon Survey    |
| 453755 - | 2011 CO83                | 11 dicembre 2004  | Spacewatch           |
| 453756 - | 2011 DP10                | 27 gennaio 2011   | Mt. Lemmon Survey    |
| 453757 - | 2011 DC43                | 16 settembre 2009 | Mt. Lemmon Survey    |
| 453758 - | 2011 DC49                | 20 maggio 2006    | CSS                  |
| 453759 - | 2011 DF50                | 25 marzo 2006     | Mt. Lemmon Survey    |
| 453760 - | 2011 DY50                | 29 aprile 2000    | LONEOS               |
| 453761 - | 2011 EH11                | 29 gennaio 2011   | Spacewatch           |
| 453762 - | 2011 EY15                | 29 febbraio 2000  | LINEAR               |
| 453763 - | 2011 EC23                | 4 marzo 2011      | CSS                  |
| 453764 - | 2011 EO27                | 16 gennaio 2005   | Spacewatch           |
| 453765 - | 2011 ET52                | 16 gennaio 2005   | Spacewatch           |
| 453766 - | 2011 EZ73                | 13 dicembre 2002  | LINEAR               |
| 453767 - | 2011 EM86                | 11 marzo 2005     | Mt. Lemmon Survey    |
| 453768 - | 2011 FT42                | 9 febbraio 2005   | LONEOS               |
| 453769 - | 2011 FU140               | 9 novembre 2009   | Mt. Lemmon Survey    |
| 453770 - | 2011 FT154               | 9 marzo 2003      | LONEOS               |
| 453771 - | 2011 GX62                | 20 marzo 2010     | WISE                 |
| 453772 - | 2011 GF69                | 13 aprile 2008    | Spacewatch           |
| 453773 - | 2011 GY69                | 13 marzo 2011     | Mt. Lemmon Survey    |
| 453774 - | 2011 GL76                | 17 marzo 2005     | Mt. Lemmon Survey    |
| 453775 - | 2011 HQ5                 | 29 giugno 2008    | Siding Spring Survey |
| 453776 - | 2011 HZ7                 | 7 febbraio 2008   | CSS                  |
| 453777 - | 2011 HB35                | 4 aprile 2008     | CSS                  |
| 453778 - | 2011 JK                  | 1º maggio 2011    | Mt. Lemmon Survey    |
| 453779 - | 2011 JW9                 | 7 maggio 2011     | Mt. Lemmon Survey    |
| 453780 - | 2011 KH6                 | 24 settembre 1995 | Spacewatch           |
| 453781 - | 2011 KD20                | 11 settembre 2001 | LINEAR               |
| 453782 - | 2011 KY35                | 28 luglio 2008    | Mt. Lemmon Survey    |
| 453783 - | 2011 LR18                | 21 maggio 2011    | Spacewatch           |
| 453784 - | 2011 OT26                | 12 giugno 2011    | Mt. Lemmon Survey    |
| 453785 - | 2011 OO33                | 13 settembre 2005 | Spacewatch           |
| 453786 - | 2011 OE41                | 12 marzo 2007     | Spacewatch           |
| 453787 - | 2011 OV44                | 2 dicembre 2008   | Mt. Lemmon Survey    |
| 453788 - | 2011 PY3                 | 26 gennaio 2006   | Spacewatch           |
| 453789 - | 2011 PH11                | 1º aprile 2010    | WISE                 |
| 453790 - | 2011 QA45                | 10 ottobre 2008   | Mt. Lemmon Survey    |
| 453791 - | 2011 QY48                | 11 giugno 2011    | Mt. Lemmon Survey    |
| 453792 - | 2011 QS55                | 17 febbraio 2010  | Spacewatch           |
| 453793 - | 2011 QM63                | 21 novembre 2000  | LINEAR               |
| 453794 - | 2011 QF65                | 25 settembre 2000 | Spacewatch           |
| 453795 - | 2011 QC70                | 11 marzo 2007     | Spacewatch           |
| 453796 - | 2011 QC73                | 12 ottobre 2004   | Spacewatch           |
| 453797 - | 2011 QW87                | 15 marzo 2010     | Spacewatch           |
| 453798 - | 2011 SH                  | 11 marzo 1999     | Spacewatch           |
| 453799 - | 2011 SZ8                 | 18 settembre 2011 | Mt. Lemmon Survey    |
| 453800 - | 2011 SN13                | 24 ottobre 2008   | Spacewatch           |

## 453801-453900
| Nome     | Designazione provvisoria | Data di scoperta  | Scopritore             |
| -------- | ------------------------ | ----------------- | ---------------------- |
| 453801 - | 2011 SP18                | 7 novembre 2008   | Mt. Lemmon Survey      |
| 453802 - | 2011 SN21                | 3 gennaio 2009    | Mt. Lemmon Survey      |
| 453803 - | 2011 SO21                | 18 settembre 2011 | CSS                    |
| 453804 - | 2011 SH35                | 1º febbraio 2009  | Spacewatch             |
| 453805 - | 2011 SJ39                | 16 agosto 2007    | PMO NEO Survey Program |
| 453806 - | 2011 SO61                | 27 ottobre 2005   | Spacewatch             |
| 453807 - | 2011 SM65                | 1º novembre 2000  | LINEAR                 |
| 453808 - | 2011 SA67                | 22 settembre 2011 | Spacewatch             |
| 453809 - | 2011 SE74                | 22 gennaio 2006   | Mt. Lemmon Survey      |
| 453810 - | 2011 SD78                | 2 dicembre 2008   | Spacewatch             |
| 453811 - | 2011 SK80                | 11 novembre 2004  | Spacewatch             |
| 453812 - | 2011 SW84                | 5 dicembre 2007   | Spacewatch             |
| 453813 - | 2011 SW86                | 20 aprile 2010    | Spacewatch             |
| 453814 - | 2011 SD88                | 4 dicembre 2007   | CSS                    |
| 453815 - | 2011 SF102               | 11 ottobre 2004   | Spacewatch             |
| 453816 - | 2011 SA105               | 3 luglio 2003     | Spacewatch             |
| 453817 - | 2011 SS105               | 10 settembre 2007 | Mt. Lemmon Survey      |
| 453818 - | 2011 SJ109               | 18 marzo 2010     | Mt. Lemmon Survey      |
| 453819 - | 2011 SJ117               | 10 dicembre 2004  | LINEAR                 |
| 453820 - | 2011 SL117               | 16 gennaio 2009   | Spacewatch             |
| 453821 - | 2011 SJ123               | 31 dicembre 2008  | Spacewatch             |
| 453822 - | 2011 SY123               | 23 settembre 2011 | Spacewatch             |
| 453823 - | 2011 SO124               | 10 settembre 2007 | Spacewatch             |
| 453824 - | 2011 SF131               | 8 ottobre 2007    | Mt. Lemmon Survey      |
| 453825 - | 2011 SS131               | 12 settembre 2007 | Spacewatch             |
| 453826 - | 2011 SX133               | 26 aprile 2006    | Spacewatch             |
| 453827 - | 2011 SN137               | 20 gennaio 2009   | Spacewatch             |
| 453828 - | 2011 SU144               | 25 marzo 2006     | Spacewatch             |
| 453829 - | 2011 SF146               | 18 dicembre 2004  | Mt. Lemmon Survey      |
| 453830 - | 2011 SK146               | 23 agosto 2007    | Spacewatch             |
| 453831 - | 2011 SH163               | 19 novembre 2003  | Spacewatch             |
| 453832 - | 2011 SE165               | 20 settembre 2011 | Spacewatch             |
| 453833 - | 2011 SL170               | 13 marzo 2010     | Mt. Lemmon Survey      |
| 453834 - | 2011 SM182               | 4 febbraio 2005   | CSS                    |
| 453835 - | 2011 SO182               | 18 settembre 2003 | Spacewatch             |
| 453836 - | 2011 SD213               | 11 settembre 2007 | Mt. Lemmon Survey      |
| 453837 - | 2011 SP216               | 8 settembre 2011  | Spacewatch             |
| 453838 - | 2011 SQ240               | 2 novembre 2000   | Spacewatch             |
| 453839 - | 2011 SM249               | 21 novembre 1993  | Spacewatch             |
| 453840 - | 2011 SZ252               | 8 settembre 2011  | Spacewatch             |
| 453841 - | 2011 SR254               | 26 marzo 2007     | Mt. Lemmon Survey      |
| 453842 - | 2011 SK272               | 30 gennaio 2006   | Spacewatch             |
| 453843 - | 2011 SY274               | 9 agosto 2007     | Spacewatch             |
| 453844 - | 2011 UB2                 | 26 settembre 2011 | Spacewatch             |
| 453845 - | 2011 UH12                | 20 settembre 2011 | CSS                    |
| 453846 - | 2011 UP14                | 23 settembre 2011 | Spacewatch             |
| 453847 - | 2011 UR17                | 20 febbraio 2009  | CSS                    |
| 453848 - | 2011 UW17                | 18 dicembre 2004  | Mt. Lemmon Survey      |
| 453849 - | 2011 UH25                | 14 settembre 2007 | LONEOS                 |
| 453850 - | 2011 UL27                | 20 dicembre 2004  | Mt. Lemmon Survey      |
| 453851 - | 2011 UT31                | 19 febbraio 2001  | LINEAR                 |
| 453852 - | 2011 UN41                | 15 ottobre 2007   | Spacewatch             |
| 453853 - | 2011 UW44                | 2 febbraio 2009   | Spacewatch             |
| 453854 - | 2011 UR47                | 10 novembre 2004  | Spacewatch             |
| 453855 - | 2011 UY49                | 18 ottobre 2011   | Spacewatch             |
| 453856 - | 2011 UQ51                | 19 novembre 2007  | Spacewatch             |
| 453857 - | 2011 UO53                | 18 ottobre 2011   | Spacewatch             |
| 453858 - | 2011 UU59                | 20 ottobre 2011   | Mt. Lemmon Survey      |
| 453859 - | 2011 UJ62                | 23 settembre 2011 | Spacewatch             |
| 453860 - | 2011 UL62                | 18 gennaio 2009   | Spacewatch             |
| 453861 - | 2011 UP82                | 19 ottobre 2011   | Spacewatch             |
| 453862 - | 2011 UP86                | 20 ottobre 2011   | Mt. Lemmon Survey      |
| 453863 - | 2011 UB95                | 22 dicembre 2008  | Mt. Lemmon Survey      |
| 453864 - | 2011 UP98                | 10 dicembre 2004  | Spacewatch             |
| 453865 - | 2011 UD101               | 14 ottobre 2007   | Spacewatch             |
| 453866 - | 2011 UB102               | 20 ottobre 2011   | Mt. Lemmon Survey      |
| 453867 - | 2011 UX102               | 20 settembre 2003 | CINEOS                 |
| 453868 - | 2011 UK114               | 11 maggio 2010    | Mt. Lemmon Survey      |
| 453869 - | 2011 UE115               | 1º ottobre 2000   | LONEOS                 |
| 453870 - | 2011 UO115               | 21 settembre 2000 | Spacewatch             |
| 453871 - | 2011 UE116               | 19 gennaio 2009   | Mt. Lemmon Survey      |
| 453872 - | 2011 UY118               | 13 settembre 2007 | Mt. Lemmon Survey      |
| 453873 - | 2011 UD126               | 20 ottobre 2011   | Spacewatch             |
| 453874 - | 2011 UF126               | 1º aprile 2000    | Spacewatch             |
| 453875 - | 2011 UX126               | 20 novembre 2007  | Spacewatch             |
| 453876 - | 2011 UE127               | 20 settembre 2011 | Spacewatch             |
| 453877 - | 2011 UT132               | 22 ottobre 2011   | Spacewatch             |
| 453878 - | 2011 UC133               | 4 ottobre 2007    | Mt. Lemmon Survey      |
| 453879 - | 2011 UZ149               | 29 settembre 2011 | Mt. Lemmon Survey      |
| 453880 - | 2011 UE152               | 12 settembre 2007 | Mt. Lemmon Survey      |
| 453881 - | 2011 UL153               | 22 ottobre 2011   | Spacewatch             |
| 453882 - | 2011 UU155               | 24 ottobre 2011   | Mt. Lemmon Survey      |
| 453883 - | 2011 UO161               | 3 ottobre 2011    | Mt. Lemmon Survey      |
| 453884 - | 2011 UX170               | 21 ottobre 2011   | Spacewatch             |
| 453885 - | 2011 UP173               | 1º gennaio 2009   | Mt. Lemmon Survey      |
| 453886 - | 2011 UW177               | 4 maggio 2009     | Mt. Lemmon Survey      |
| 453887 - | 2011 UR178               | 8 novembre 2007   | Spacewatch             |
| 453888 - | 2011 UA179               | 5 marzo 2010      | WISE                   |
| 453889 - | 2011 UR187               | 9 novembre 2007   | CSS                    |
| 453890 - | 2011 UY190               | 12 novembre 2007  | Mt. Lemmon Survey      |
| 453891 - | 2011 UJ193               | 23 settembre 2011 | Mt. Lemmon Survey      |
| 453892 - | 2011 UY194               | 15 luglio 2007    | Siding Spring Survey   |
| 453893 - | 2011 UE197               | 27 agosto 2006    | Spacewatch             |
| 453894 - | 2011 UZ228               | 3 febbraio 2009   | Spacewatch             |
| 453895 - | 2011 UR245               | 17 novembre 2007  | CSS                    |
| 453896 - | 2011 UE255               | 4 settembre 2007  | CSS                    |
| 453897 - | 2011 UQ265               | 12 settembre 2007 | LONEOS                 |
| 453898 - | 2011 UY267               | 24 agosto 2007    | Spacewatch             |
| 453899 - | 2011 UJ283               | 28 ottobre 2011   | Spacewatch             |
| 453900 - | 2011 UD291               | 20 febbraio 2009  | Spacewatch             |

## 453901-454000
| Nome     | Designazione provvisoria | Data di scoperta  | Scopritore        |
| -------- | ------------------------ | ----------------- | ----------------- |
| 453901 - | 2011 UC298               | 21 ottobre 2011   | Spacewatch        |
| 453902 - | 2011 UK298               | 21 giugno 2007    | Mt. Lemmon Survey |
| 453903 - | 2011 UK315               | 22 ottobre 2011   | Spacewatch        |
| 453904 - | 2011 UN317               | 19 dicembre 2007  | Spacewatch        |
| 453905 - | 2011 UR317               | 20 novembre 2007  | Spacewatch        |
| 453906 - | 2011 UN318               | 12 settembre 2007 | Spacewatch        |
| 453907 - | 2011 UZ320               | 29 settembre 2011 | Spacewatch        |
| 453908 - | 2011 UB321               | 15 gennaio 2005   | LINEAR            |
| 453909 - | 2011 UA327               | 21 ottobre 2011   | Mt. Lemmon Survey |
| 453910 - | 2011 US339               | 30 dicembre 2008  | Spacewatch        |
| 453911 - | 2011 UC383               | 30 ottobre 2002   | Spacewatch        |
| 453912 - | 2011 UR384               | 1º ottobre 2011   | Mt. Lemmon Survey |
| 453913 - | 2011 US389               | 4 febbraio 2005   | Spacewatch        |
| 453914 - | 2011 VE10                | 6 aprile 2005     | Mt. Lemmon Survey |
| 453915 - | 2011 VL13                | 18 ottobre 2011   | Spacewatch        |
| 453916 - | 2011 VZ15                | 16 gennaio 2005   | Spacewatch        |
| 453917 - | 2011 WA16                | 11 settembre 2007 | Mt. Lemmon Survey |
| 453918 - | 2011 WK39                | 10 marzo 2005     | LONEOS            |
| 453919 - | 2011 WA55                | 18 settembre 2007 | Spacewatch        |
| 453920 - | 2011 WG57                | 21 ottobre 2011   | Mt. Lemmon Survey |
| 453921 - | 2011 WZ58                | 18 novembre 2007  | Mt. Lemmon Survey |
| 453922 - | 2011 WH59                | 10 ottobre 2007   | Mt. Lemmon Survey |
| 453923 - | 2011 WF60                | 3 settembre 2007  | CSS               |
| 453924 - | 2011 WC61                | 9 ottobre 2007    | LINEAR            |
| 453925 - | 2011 WH82                | 14 novembre 2007  | Spacewatch        |
| 453926 - | 2011 WO86                | 19 ottobre 2007   | Mt. Lemmon Survey |
| 453927 - | 2011 WG91                | 18 dicembre 2007  | CSS               |
| 453928 - | 2011 WH112               | 17 marzo 2005     | Mt. Lemmon Survey |
| 453929 - | 2011 WX112               | 18 novembre 2011  | CSS               |
| 453930 - | 2011 WE123               | 13 novembre 2007  | Spacewatch        |
| 453931 - | 2011 WM128               | 31 ottobre 2011   | Spacewatch        |
| 453932 - | 2011 WX128               | 10 maggio 2005    | Spacewatch        |
| 453933 - | 2011 WQ129               | 19 aprile 2010    | WISE              |
| 453934 - | 2011 WF152               | 2 novembre 2011   | Mt. Lemmon Survey |
| 453935 - | 2011 XS                  | 30 dicembre 2007  | Mt. Lemmon Survey |
| 453936 - | 2011 YC11                | 12 novembre 2007  | Mt. Lemmon Survey |
| 453937 - | 2011 YB25                | 28 novembre 2011  | Mt. Lemmon Survey |
| 453938 - | 2011 YX28                | 27 dicembre 2011  | CSS               |
| 453939 - | 2011 YO35                | 20 settembre 2006 | CSS               |
| 453940 - | 2011 YX40                | 24 dicembre 2011  | Mt. Lemmon Survey |
| 453941 - | 2011 YC44                | 8 febbraio 2008   | Mt. Lemmon Survey |
| 453942 - | 2011 YL44                | 22 novembre 2006  | Mt. Lemmon Survey |
| 453943 - | 2011 YN44                | 30 gennaio 2008   | Mt. Lemmon Survey |
| 453944 - | 2011 YP44                | 31 dicembre 2002  | LINEAR            |
| 453945 - | 2011 YM47                | 17 settembre 2006 | CSS               |
| 453946 - | 2011 YK60                | 28 novembre 2011  | Mt. Lemmon Survey |
| 453947 - | 2011 YH61                | 30 dicembre 2011  | Spacewatch        |
| 453948 - | 2011 YH64                | 15 aprile 2004    | LINEAR            |
| 453949 - | 2011 YU65                | 10 marzo 2008     | Mt. Lemmon Survey |
| 453950 - | 2011 YH70                | 24 dicembre 2011  | CSS               |
| 453951 - | 2012 AA7                 | 15 novembre 2006  | CSS               |
| 453952 - | 2012 AE8                 | 28 agosto 2006    | Spacewatch        |
| 453953 - | 2012 AZ9                 | 13 ottobre 2006   | Spacewatch        |
| 453954 - | 2012 AZ17                | 14 gennaio 2012   | Mt. Lemmon Survey |
| 453955 - | 2012 AD24                | 10 luglio 2010    | WISE              |
| 453956 - | 2012 BP3                 | 16 ottobre 2007   | Spacewatch        |
| 453957 - | 2012 BA17                | 19 gennaio 2012   | Spacewatch        |
| 453958 - | 2012 BW20                | 24 gennaio 2007   | Mt. Lemmon Survey |
| 453959 - | 2012 BO33                | 6 marzo 2008      | Mt. Lemmon Survey |
| 453960 - | 2012 BR40                | 10 gennaio 2008   | Mt. Lemmon Survey |
| 453961 - | 2012 BX51                | 21 gennaio 2012   | Spacewatch        |
| 453962 - | 2012 BZ66                | 31 marzo 2008     | CSS               |
| 453963 - | 2012 BK71                | 26 novembre 2011  | Mt. Lemmon Survey |
| 453964 - | 2012 BZ75                | 2 dicembre 2005   | Spacewatch        |
| 453965 - | 2012 BZ77                | 27 dicembre 2011  | Mt. Lemmon Survey |
| 453966 - | 2012 BO84                | 12 ottobre 2010   | Spacewatch        |
| 453967 - | 2012 BP86                | 28 dicembre 2011  | CSS               |
| 453968 - | 2012 BF87                | 12 gennaio 2008   | CSS               |
| 453969 - | 2012 BG89                | 16 aprile 2004    | Spacewatch        |
| 453970 - | 2012 BH91                | 26 gennaio 2012   | Spacewatch        |
| 453971 - | 2012 BX95                | 28 settembre 2006 | Mt. Lemmon Survey |
| 453972 - | 2012 BV103               | 14 ottobre 2007   | Mt. Lemmon Survey |
| 453973 - | 2012 BC104               | 4 gennaio 2012    | Spacewatch        |
| 453974 - | 2012 BT104               | 21 ottobre 2006   | Mt. Lemmon Survey |
| 453975 - | 2012 BY112               | 17 settembre 2006 | Spacewatch        |
| 453976 - | 2012 BS119               | 26 settembre 2006 | Spacewatch        |
| 453977 - | 2012 BV120               | 29 gennaio 2012   | Mt. Lemmon Survey |
| 453978 - | 2012 BB121               | 26 aprile 2008    | Mt. Lemmon Survey |
| 453979 - | 2012 BO124               | 22 novembre 2006  | Spacewatch        |
| 453980 - | 2012 BF126               | 8 maggio 2008     | Mt. Lemmon Survey |
| 453981 - | 2012 BY128               | 19 gennaio 2012   | Spacewatch        |
| 453982 - | 2012 BJ129               | 29 gennaio 2012   | Spacewatch        |
| 453983 - | 2012 BH139               | 29 gennaio 2012   | Mt. Lemmon Survey |
| 453984 - | 2012 BM143               | 28 ottobre 2010   | Mt. Lemmon Survey |
| 453985 - | 2012 BU144               | 26 gennaio 2012   | Mt. Lemmon Survey |
| 453986 - | 2012 BP149               | 14 aprile 2008    | Mt. Lemmon Survey |
| 453987 - | 2012 BL150               | 18 novembre 2006  | Spacewatch        |
| 453988 - | 2012 BZ150               | 3 dicembre 2010   | Mt. Lemmon Survey |
| 453989 - | 2012 CN5                 | 5 marzo 2008      | Mt. Lemmon Survey |
| 453990 - | 2012 CG8                 | 30 settembre 2006 | Mt. Lemmon Survey |
| 453991 - | 2012 CW8                 | 23 ottobre 2006   | Spacewatch        |
| 453992 - | 2012 CK15                | 30 gennaio 2008   | Mt. Lemmon Survey |
| 453993 - | 2012 CB30                | 3 maggio 2005     | Spacewatch        |
| 453994 - | 2012 CU32                | 16 novembre 2006  | Spacewatch        |
| 453995 - | 2012 CS37                | 17 settembre 2009 | Mt. Lemmon Survey |
| 453996 - | 2012 CN38                | 6 marzo 2008      | CSS               |
| 453997 - | 2012 CJ40                | 27 dicembre 2005  | Spacewatch        |
| 453998 - | 2012 CE45                | 12 marzo 2007     | Spacewatch        |
| 453999 - | 2012 CY49                | 1º aprile 2008    | Mt. Lemmon Survey |
| 454000 - | 2012 CS53                | 3 novembre 2011   | Mt. Lemmon Survey |